# Bán đảo Labrador

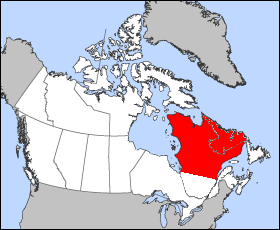
Bán đảo Labrador, Canada

Bán đảo Labrador là một bán đảo lớn ở miền đông Canada. Bán đảo giáp với vịnh Hudson ở phía tây, với eo biển Hudson ở phía bắc, biển Labrador ở phía đông, và với vịnh Saint Lawrence ở đông nam. Bán đảo bao gồm vùng Labrador, là một phần của tỉnh Newfoundland và Labrador, và các vùng khác là Saguenay-Lac-Saint-Jean, Côte-Nord, và Nord-du-Québec, thuộc tỉnh Québec. Bán đảo có diện tích 1.400.000 km2 (541.000 dặm vuông Anh), và dân số vào khoảng 150.000 người (điều tra năm 2006).

## Vị trí và địa lý

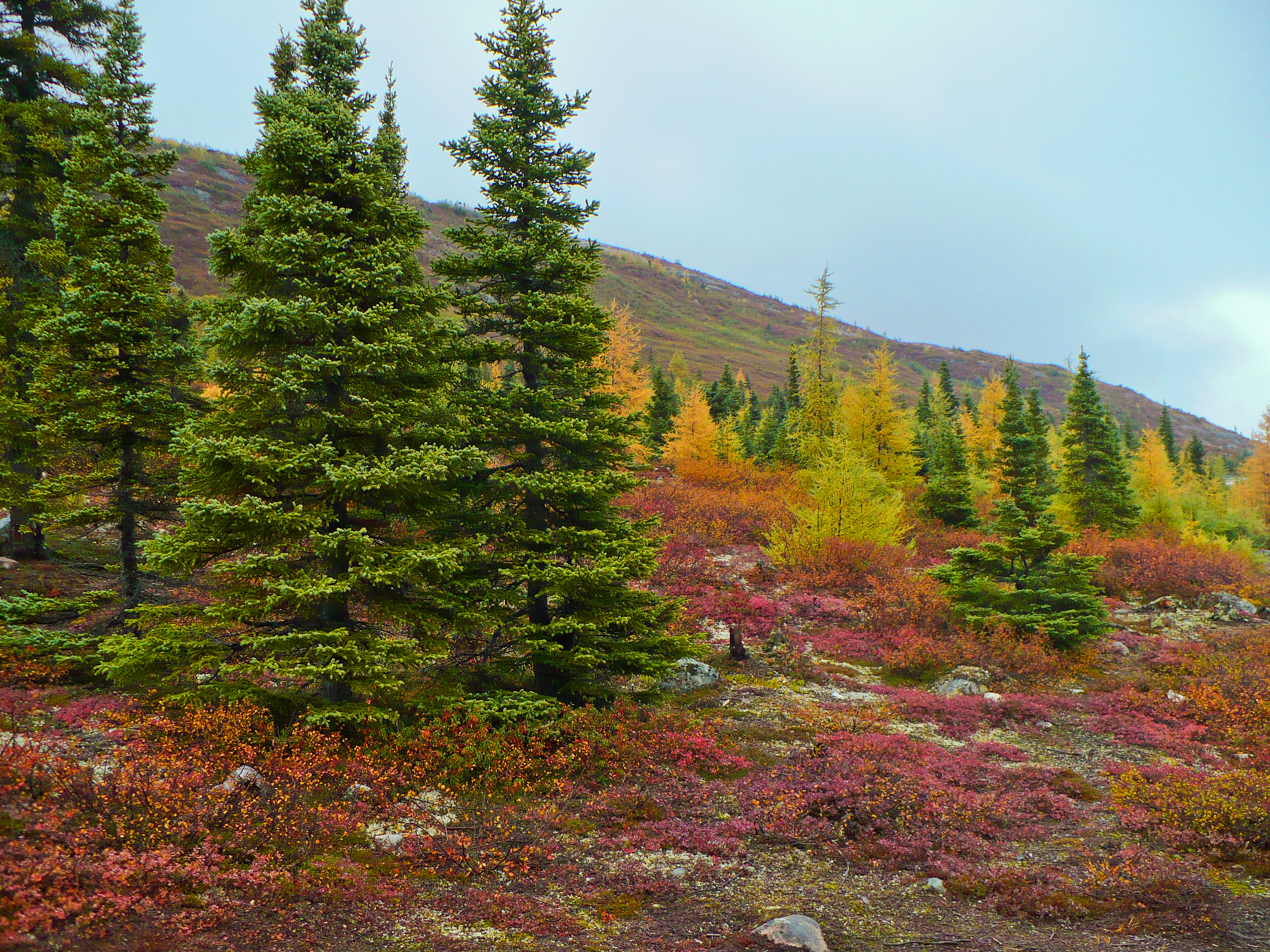
Một sườn đồi tại Nain, bờ biển phía đông của bán đảo

Trừ mặt tây nam, bán đảo Labrador được biển bao quanh tất cả các mặt còn lại. Phần phía bắc của bán đảo Labrador có hình dạng tạo thành một bán đảo nhỏ hơn là bán đảo Ungava, được biển Hudson, eo biển Hudson, và biển Ungava bao quanh. Điểm cực bắc của bán đảo Ungava, Mũi Wolstenholme, cũng là điểm cực bắc của bán đảo Labrador và của tỉnh Québec.
Bán đảo là một cao nguyên với các thung lũng sông. Cũng có một vài dãy núi như dãy núi Torngat, nằm ở phần phía bắc của bán đảo, bao gồm điểm cao nhất của bán đảo là núi Caubvick, với cao độ 1.652 mét (5.420 ft) (và là điểm cao nhất phần phía đông tỉnh Alberta của Canada). Dãy núi này có vườn quốc gia dãy núi Torngat, vườn quốc gia duy nhất của Canada nằm trên bán đảo Labrador. Vườn nằm ở tỉnh Newfoundland và Labrador, trong khi vườn quốc gia Kuururjuaq liền kề do tỉnh Québec quản lý.

## Lịch sử
Bán đảo được đặt tên theo nhà thám hiểm người Bồ Đào Nha João Fernandes Lavrador. Ông đã được vua Manuel I của Bồ Đào Nha vào năm 1499 ban cho đặc quyền mà theo đó sẽ được thám hiểm một phần của Đại Tây Dương theo Hiệp ước Tordesillas.
Cùng với Pêro de Barcelos, ông đã lần đầu tiên nhìn thấy Labrador vào năm 1498. Fernandes đã lập bản đồ vùng bờ biển Tây Nam của Greenland và của vùng Đông Bắc Bắc Mỹ lân cận vào khoảng năm 1498 và thông báo về chúng tại Bồ Đào Nha và châu Âu. Tình trạng chủ sở hữu đất đai đã cho phép ông sử dụng tước hiệu lavrador, tiếng Bồ Đào Nha nghĩa là "người chủ trại" hay "địa chủ" (phát âm tiếng Bồ Đào Nha: [lɐvɾɐˈðoɾ]). Fernandes đã thực sự đặt cho Greenland tên gọi Terra do Lavradorđể biểu thị đây là vùng đất đầu tiên ông nhìn thấy, song cuối cùng tên gọi này đã mở rộng phạm vi ra tất cả các khu vực và cuối cùng trở thành nguồn gốc cho tên gọi Labrador.